# Cotachena nepalensis
Cotachena nepalensis és una arna de la família dels cràmbids. Va ser descrita per Yamanaka l'any 2000. Es troba al Nepal.